# Malin Lundgren (fotbollsspelare)
Malin Lundgren, född 3 september 1967, är en svensk fotbollsspelare som tidigare spelat som försvarare i Sveriges damlandslag i fotboll. Hon var en del av det landslag som vann brons i VM 1991 och spelade även för Sverige i VM 1995. På klubbnivå representerade hon framförallt Malmö FF.